# شوکه (راس‌الخیمه)
شوکه یک منطقهٔ مسکونی در امارات متحده عربی است که در امارت رأس‌الخیمه واقع شده‌است. شوکه ۴۲۱ متر بالاتر از سطح دریا واقع شده‌است.